# Vogelsberger Dom

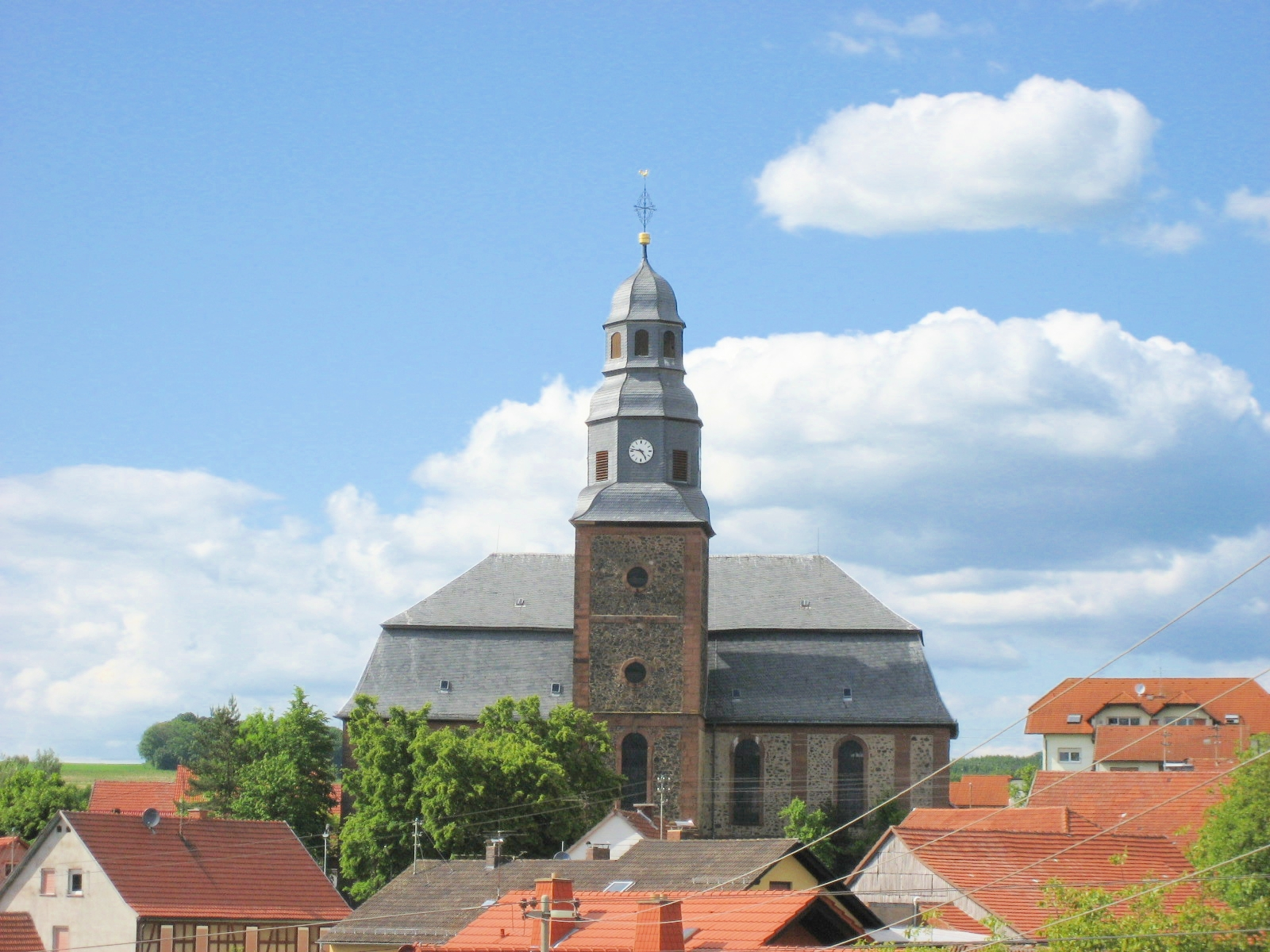
Vogelsberger Dom

Der Vogelsberger Dom ist ein denkmalgeschütztes Kirchengebäude, das in Unterreichenbach steht, einem Ortsteil der Gemeinde Birstein im Main-Kinzig-Kreis in Hessen. Die Kirchengemeinde gehört zum Kirchenkreis Kinzigtal im Sprengel Hanau-Hersfeld der Evangelischen Kirche von Kurhessen-Waldeck.

## Geschichte
Die barocke Querkirche wurde 1748–1750 nach einem Entwurf von Johann Wiesenfeld von einem Schüler Andrea Gallasinis erbaut, nachdem der Vorgängerbau so baufällig geworden war, dass keine Reparatur mehr lohnte. Bis zu ihrem Abriss wurde diese Kirche als Grablege der Patronatsherren genutzt.
Nach ihrem Abriss wurde am 27. April 1748 an gleicher Stelle der Grundstein zur neuen Kirche gelegt. Am 18. Oktober 1750 wurde die Kirche eingeweiht. Sie wurde wegen ihrer Größe bald Vogelsberger Dom genannt. Es gab später kaum Veränderungen an dem Bauwerk. Lediglich die Orgel ist nicht mehr original, sondern wurde 1877 durch eine neue ersetzt. Von den ursprünglich vier Kirchenglocken aus Bronze wurden im Ersten Weltkrieg drei eingeschmolzen. Sie wurden 1919 ersetzt. Für die im Zweiten Weltkrieg abgelieferten Glocken wurden 1958 neue angefertigt.

## Architektur
Der Kirche wurde aus Bruchsteinen errichtet, Gliederungselemente wie Lisenen, Gesimse sowie die Eckquadern des Turms und die Gewände von Fenstern und Portalen sind aus rotem Sandstein. Errichtet wurde sie über einem rechteckigen Grundriss im Verhältnis 1:2. 
Der mit einer achtseitigen, mehrstöckigen Haube bedeckte quadratische Kirchturm ist an der südlichen Langseite an das rechteckige, mit einem Mansarddach bedeckte Kirchenschiff angebaut. Das als reformierte Kirche entstandene Bauwerk hatte Portale an allen vier Seiten, von denen der Weg direkt auf den Altar zuführt. Heute ist das im Norden, das für die Patronatsloge gedacht war, vermauert. Die Kirche hat keinen Altarraum, sondern besteht aus einem einzigen Saal, in dessen Mitte leicht erhöht der hölzerne Altar aufgestellt ist. Die zweigeschossigen Emporen verlaufen von der Ost- über die Nord- bis zur Westseite. An der Südseite befindet sich eine besondere Empore für die Orgel, die nur über den Turm zu erreichen ist. Darunter ist die Kanzel angebracht.
Das Innere der Kirche wird durch das Holz der zweigeschossigen Emporen und die um den zentralen Altar in getrennten Blöcken von Bänken dominiert. Bilder, Skulpturen oder ornamentale Ausmalungen gibt, gemäß den Prinzipien der reformierten Kirche, nicht.